# Adeline De Walt Reynolds
Adeline De Walt Reynolds (ur. 19 września 1862, zm. 13 sierpnia 1961) – amerykańska aktorka, która zadebiutowała w wieku 79 lat w filmie Come Live with Me (1941). Później zagrała w około 25 filmach oraz licznych produkcjach telewizyjnych.

## Życiorys
Adeline De Walt Reynolds urodziła się w 1862 roku w wielodzietnej rodzinie. Krótko pracowała na wsi jako korepetytorka. W 1885 roku wyszła za Franka Reynoldsa, z którym miała czworo dzieci. Rodzina wielokrotnie zmieniała miejsce zamieszkania. Ostatecznie w 1892 roku osiedliła się w San Francisco. Po śmierci męża w 1905 roku, Adeline zmuszona była zarabiać na życie, aby utrzymać czwórkę dzieci. Podjęła wtedy naukę w szkole sekretarskiej. W 1906 roku przeżyła trzęsienie ziemi, które nawiedziło miasto.
Gdy jej najmłodsza córka poszła na studia, Adeline zdecydowała się także podjąć naukę. W 1926 roku rozpoczęła studia na Uniwersytecie Kalifornijskim. Studia ukończyła z wyróżnieniem w wieku 64 lat. Po ukończeniu studiów De Walt Reynolds odbyła kursy aktorskie na uniwersytecie, pod okiem profesora von Neumeyera.
Dzięki pomocy przypadkowo poznanej, zaprzyjaźnionej aktorce Blanche Yurki zadebiutowała w filmie Come Live with Me (1941).

## Filmografia[2]
- 1941: Come Live with Me
- 1941: Cień zbrodni (Shadow of the Thin Man))
- 1942: Historia jednego fraka (Tales of Manhattan)
- 1942: Za wschodzącym słońcem (Behind the Rising Sun)
- 1943: Syn Draculi (Son of Dracula)
- 1943: Komedia ludzka (The Human Comedy)
- 1944: Idąc moją drogą (Going My Way)
- 1944: Od kiedy cię nie ma (Since You Went Away)
- 1945: Drzewko na Brooklynie (A Tree Grows in Brooklyn)
- 1951: Przybywa narzeczony (Here Comes the Groom)
- 1954: Świadek morderstwa (Witness to Murder)
- 1956: Dziesięcioro przykazań (The Ten Commandments)